# Grote Markt (Antwerpen)

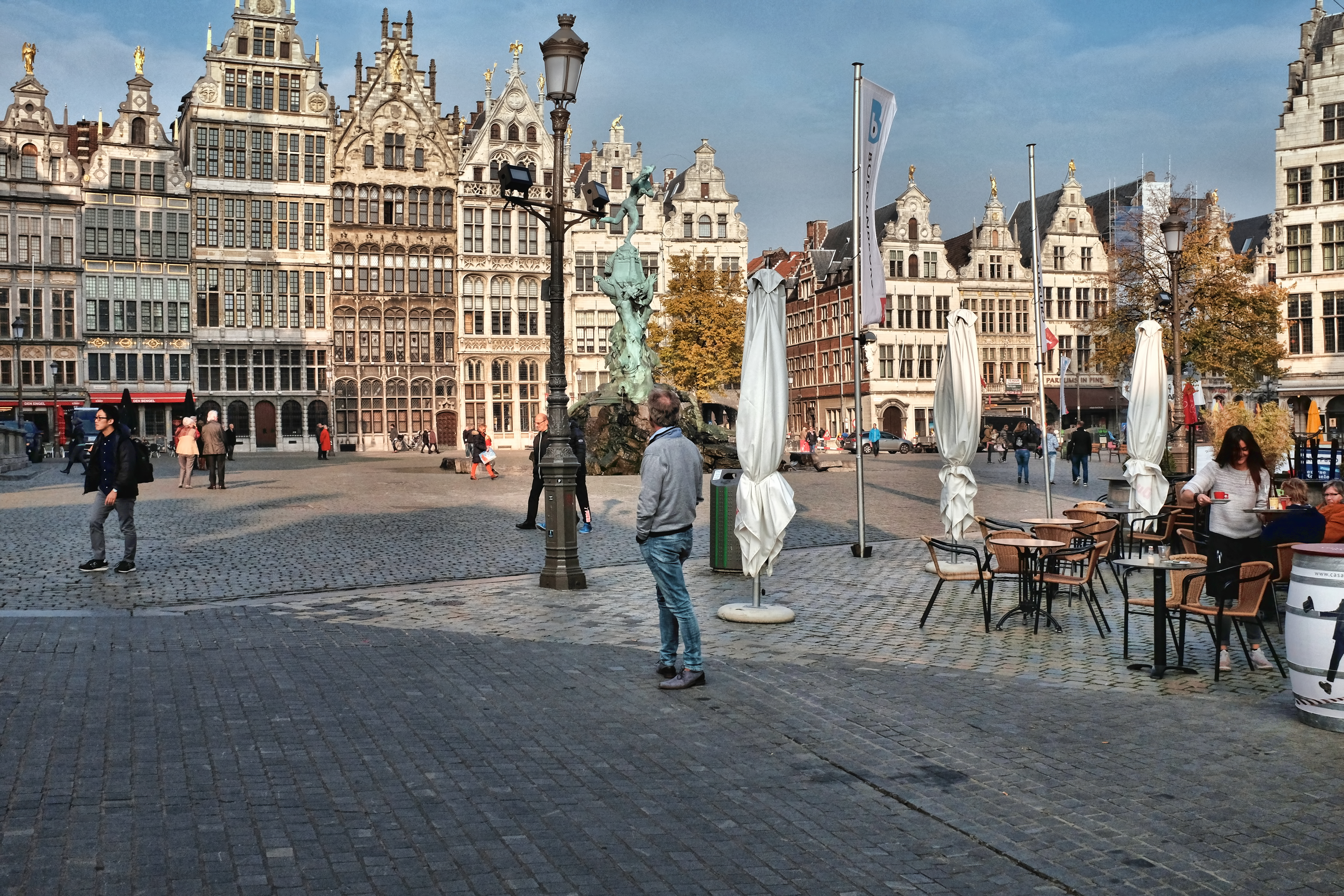
De Grote Markt met de gildehuizen

De Grote Markt van Antwerpen is een plein in de stad Antwerpen, gelegen in de oude stad. Op wandelafstand (via de Suikerrui) bevindt zich de Schelde. Het is een plein met veel gildehuizen.
De Grote Markt was een forum of plein net buiten de vroeg-middeleeuwse woonkern. Hertog Hendrik I van Brabant (1165-1235) schonk deze gemeenschapsgrond in 1220 aan de stad. De naam Merct kwam voor de eerste keer voor in 1310. In die tijd vonden hier de eerste jaarmarkten of foren plaats, kooplieden deden hier zaken. In de 16de eeuw werd de naam in Grote Markt gewijzigd.
Hier zijn onder meer te vinden:
- Blikvanger is het Stadhuis, gebouwd in Renaissancestijl, op de grondvesten van het oudere afgebrande stadhuis. Het staat sinds 1999  op de werelderfgoedlijst van UNESCO
- De gildehuizen Spaengien op de Grote Markt 7, de Spiegel op Grote Markt 9 en de Valk op Grote Markt 11
- De Brabofontein, standbeeld gemaakt door Jef Lambeaux
- Naar aanleiding van de vijftigste verjaardag van de bevrijding van Antwerpen werd in 1994 een linde als vredesboom geplant.

Er liggen veel restaurants en cafés met terrassen aan de markt. In de winter is er een kerstmarkt en wordt het plein gedecoreerd en verlicht. Sinds 2017 gaat de Ronde van Vlaanderen hier van start. Op deze locatie worden verschillende evenementen georganiseerd: de intrede van Sinterklaas, de viering van de Vlaamse Feestdag op 11 juli, het Bollekesfeest, een brocantemarkt en de Rubensmarkt. Voor de start van Tomorrowland wordt er een internationaal publiek ontvangen met DJ's. 

## Galerij

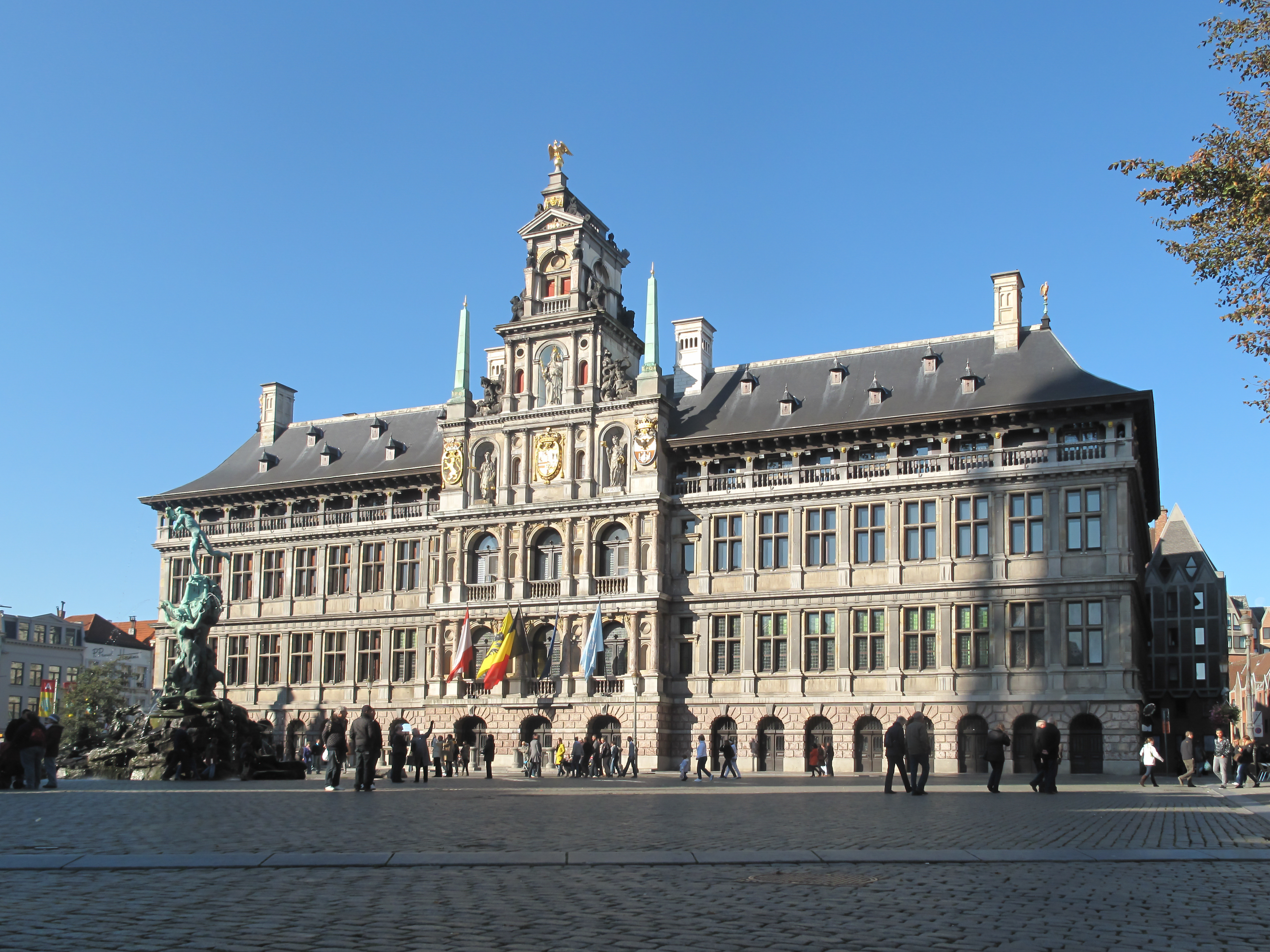
Het stadhuis met Brabo
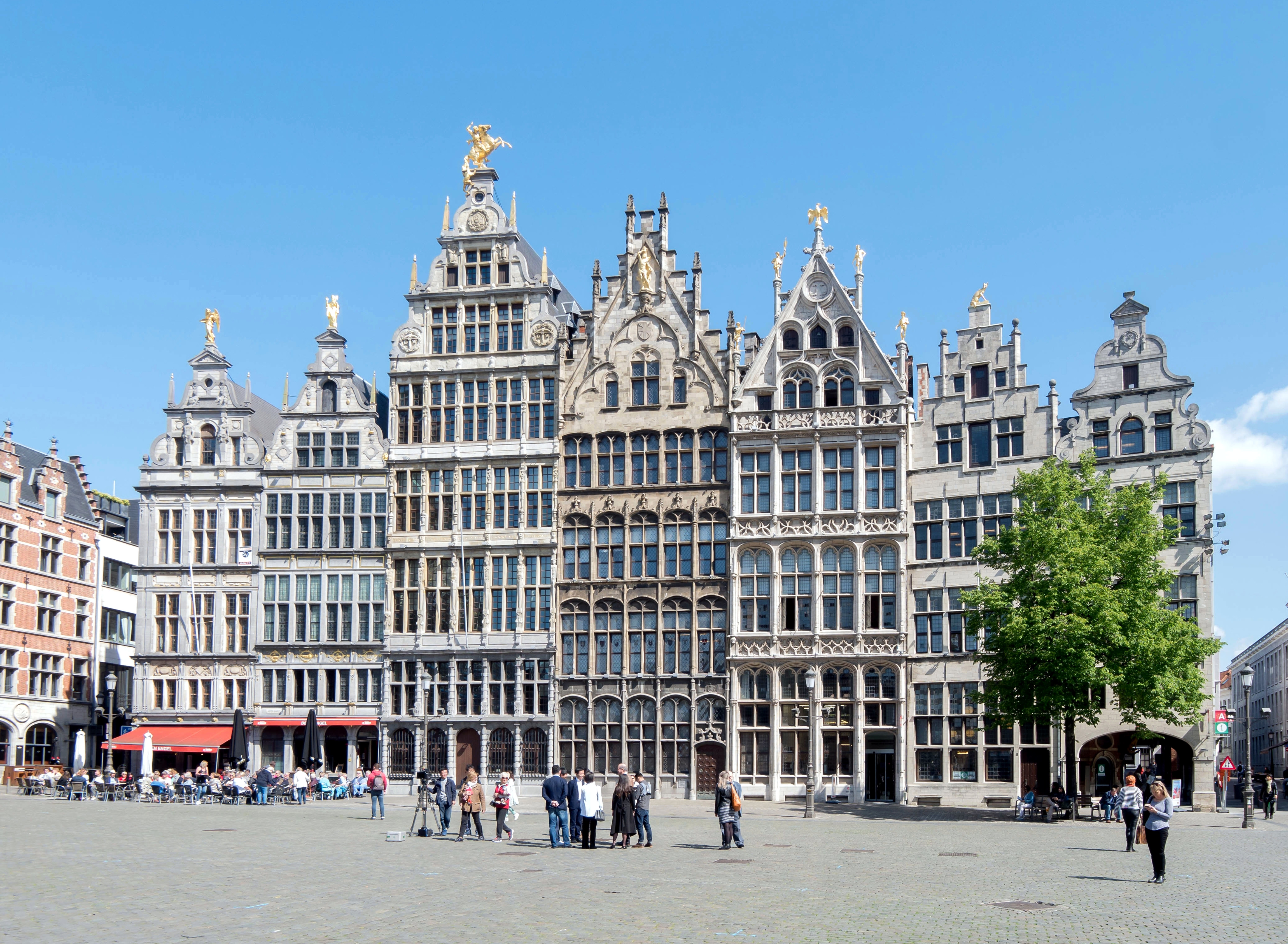
Gildehuizen aan de Grote markt
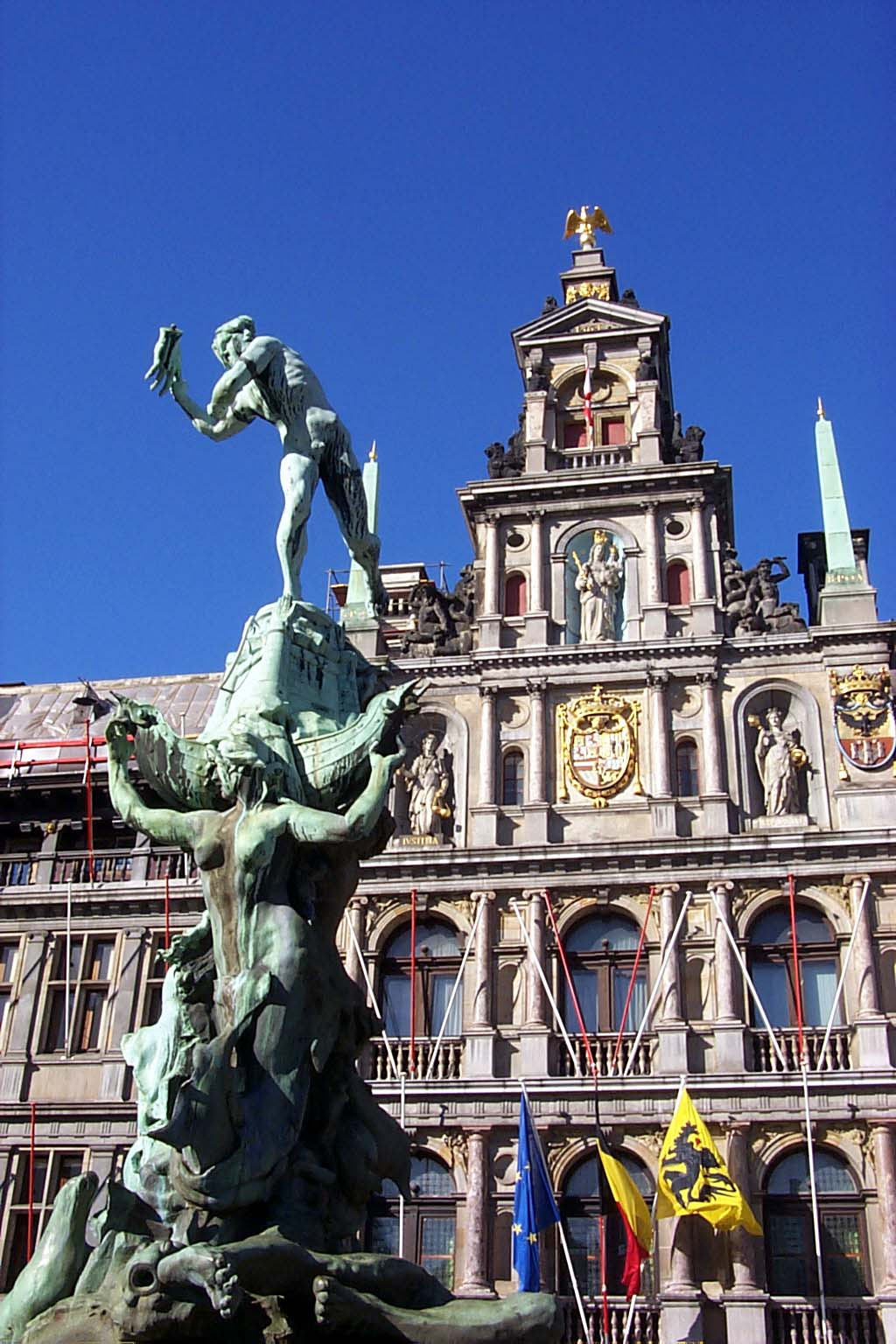
Stadhuis Antwerpen met beeld van Silvius Brabo
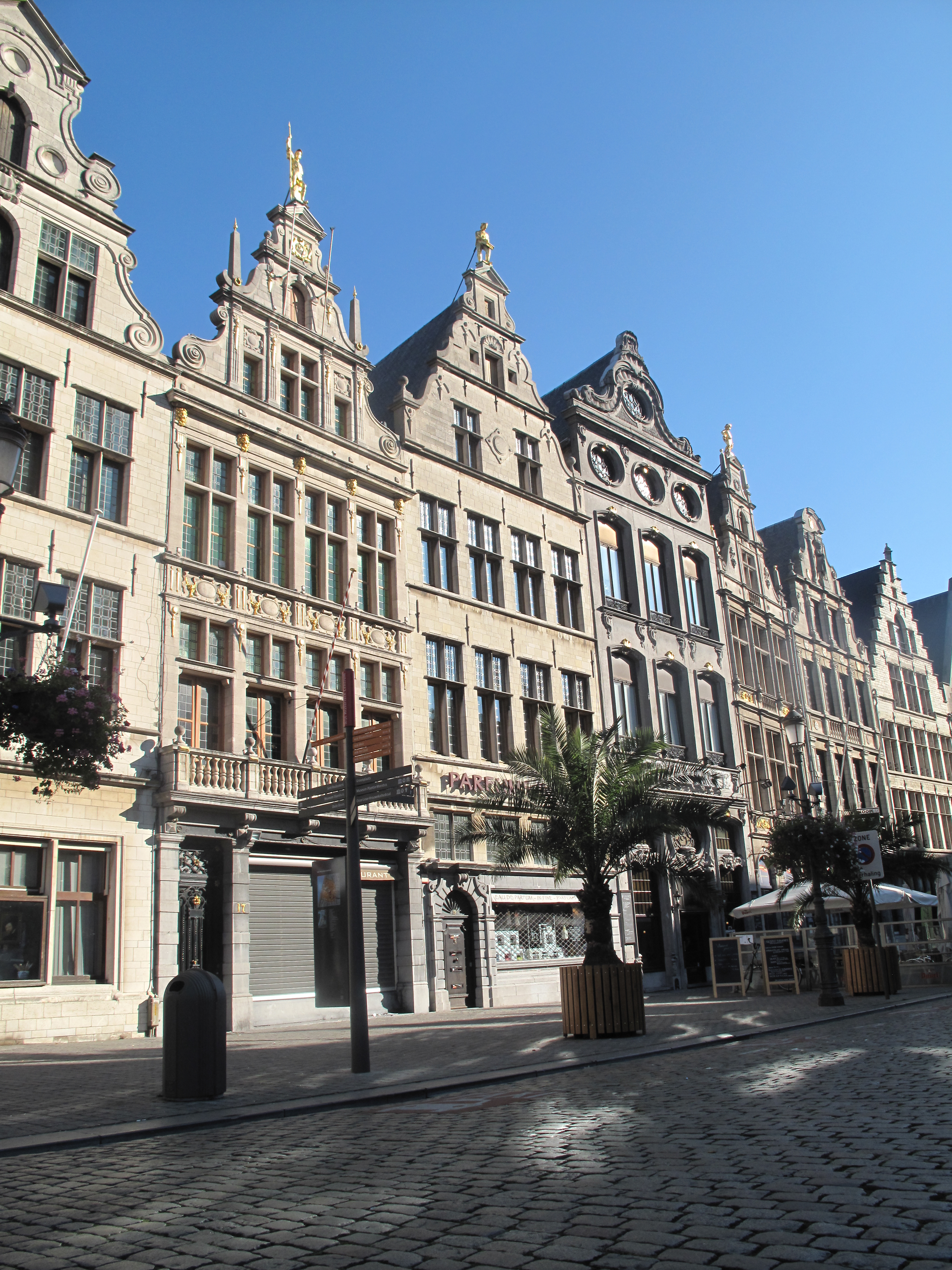
Monumentale panden aan de Grote Markt
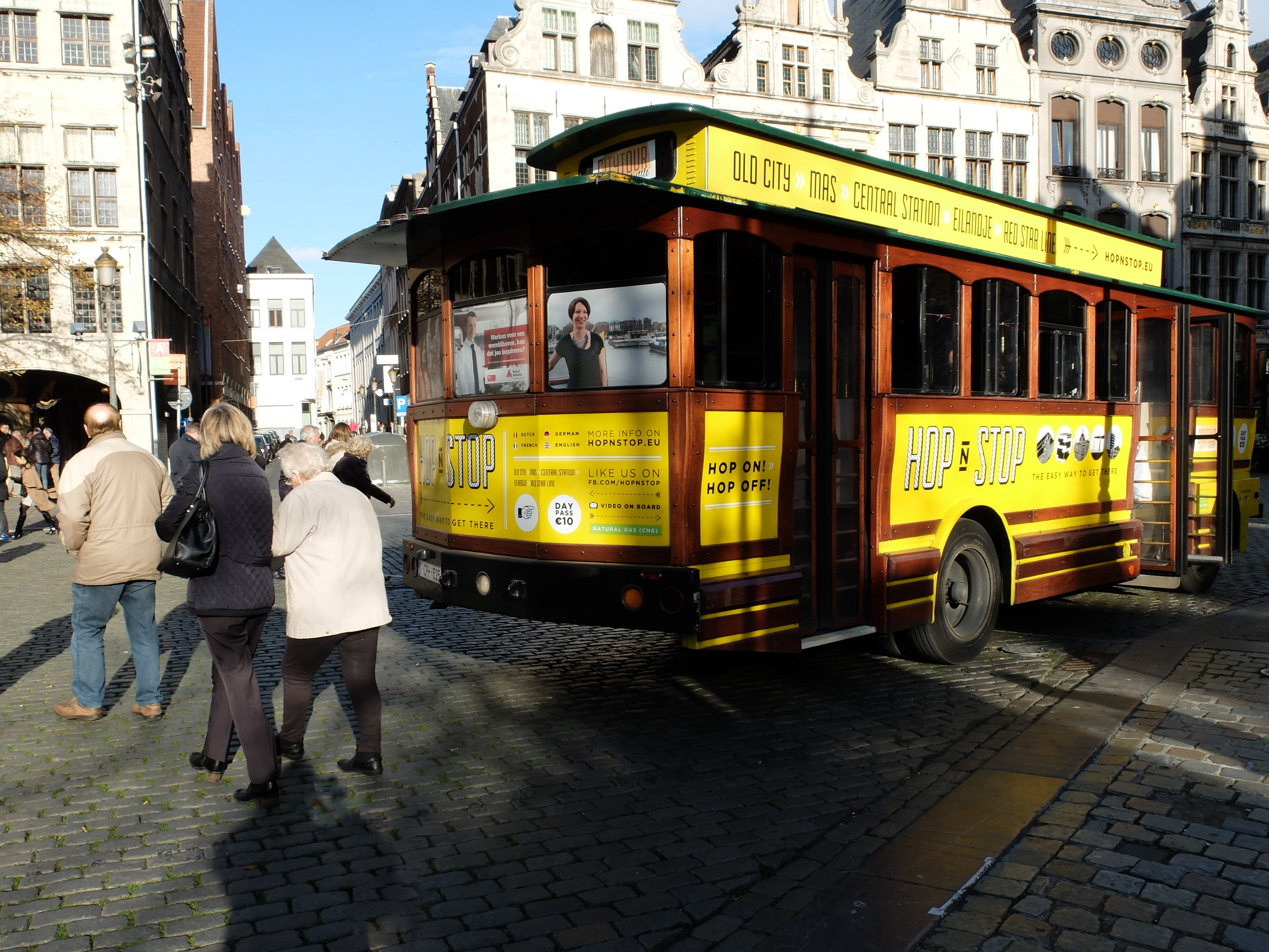
Toeristische bus op de Grote Markt
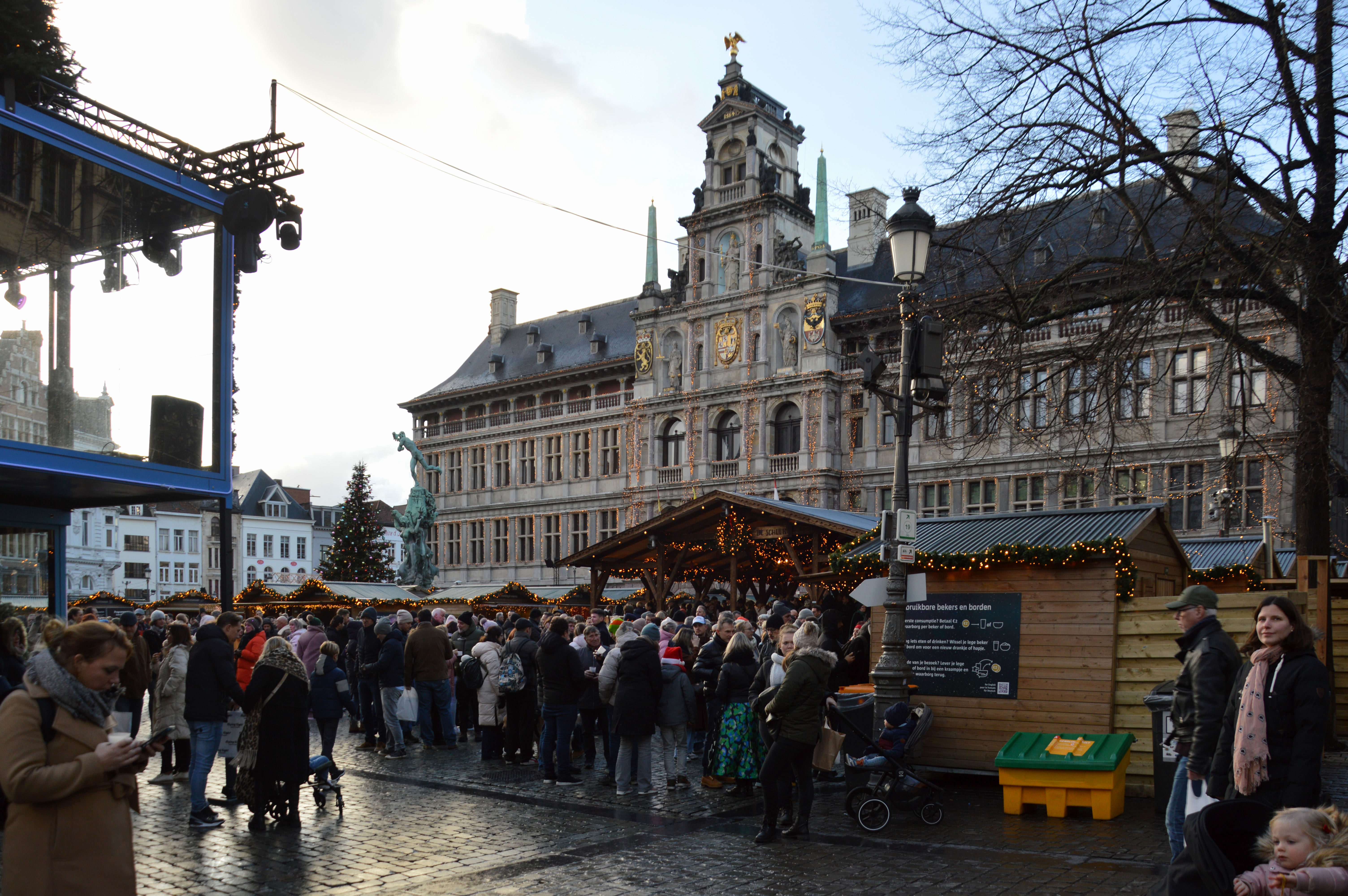
Kerstmarkt op de Grote Markt in 2024